# Christophe Tinseau
Christophe Tinseau, född den 18 december 1969 i Orléans, är en fransk racerförare.